# Un golpe de gracia
The Mouse That Roared (El rugido del ratón en Latinoamérica y Un golpe de gracia en España) es una película de comedia británica de 1959, basada en la novela homónima de Leonard Wibberley (1955).
La película está protagonizada por Peter Sellers, quien interpreta a los tres protagonistas: la duquesa Gloriana XII, el conde Rupert Mountjoy, primer ministro y Tully Bascomb, el líder militar, todos del ficticio Ducado de Grand Fenwick. La película fue dirigida por Jack Arnold y el guion fue escrito por Roger MacDougall y Stanley Mann.

## Argumento
El minúsculo ducado de Grand Fenwick es un microestado europeo cuya única exportación es un famoso vino pinot. Sin embargo, una empresa californiana inventa una copia, llamada "Pinot Grand Enwick", toda su economía colapsa. La duquesa Gloria (Peter Sellers) convoca a una sesión del parlamento, donde el primer ministro Rupert Mountjoy (Peter Sellers) señala que todo país que haya declarado la guerra a Estados Unidos recibe después grandes ayudas materiales, por lo que propone declarar la guerra, enviando al guardaparques y mariscal de campo Tully Bascombe (Peter Sellers) y los otros 23 hombres del ejército medieval de Grand Fenwick a invadir Estados Unidos.

## Reparto
- Timothy Bateson - Roger
- Monte Landis - Cobbley
- Alan Gifford - Patrullero aéreo
- Colin Gordon - periodista de la BBC
- Harold Kasket - Pedro